# Alice Dona
Pour les articles homonymes, voir Dona.
Alice Donadel, dite Alice Dona, née le 17 février 1946 à Maisons-Alfort, est une chanteuse et compositrice française.

## Biographie
Elle suit dès son plus jeune âge des cours de piano et chante à partir de quatorze ans dans un orchestre. Elle entre ensuite au Petit Conservatoire de Mireille à l'âge de quinze ans, délaissant ses études d'institutrice.
Elle enregistre de 1963 à 1965 onze 45-tours, dont Demain, j’ai dix-sept ans, Surboum 63 et Mon train de banlieue. Elle passe à l'Olympia, en première partie de Colette Deréal et Leny Escudero, puis à Bobino en première partie de Claude Nougaro. Elle part ensuite en tournée avec Les Célibataires, Pierre Perret et Orlando.
Elle épouse Bernard Ricci, le chanteur du groupe Les Célibataires, en 1965 en l'église de Taverny. Deux ans plus tard, elle arrête momentanément de chanter pour la naissance de sa fille Raphaëlle (professeur d'expression scénique à Star Academy pendant plusieurs saisons) ; elle préférera par la suite composer pour d'autres chanteurs.
Elle compose ainsi, pour la plupart dans les années 1970 :
- Ton côté du lit, Le général a dit et La fan, pour Joe Dassin ;
- Le bonheur, sur des paroles de Jo Frachon, pour Les Compagnons de la chanson  ;
- Les amants sont maigres, les maris sont gras, La bonne adresse pour chiens perdus, Jamais tra-la-la, Toute blanche, On la chante, Quand il partira, C'est quand même ton père, La guimauve, pour Régine sur son 6e album.
- Il faut que tu viennes (1972), J'ai la tête vide, On revient toujours de loin (1976) pour Eva.
- L'anniversaire / Was in Amsterdam geschah, Qu’attends-tu de moi, Le silence / Einsamkeit, Des prières / Liderträume, Le strapontin, Un oiseau chante, Par hasard, Nous les romantiques, Et ll'amour va mourir, Mon dieu c'est un homme, Il n'est resté que l'amour, pour Mireille Mathieu.
- Un homme a traversé la mer, pour Enrico Macias.
- C'est écrit, pour Sheila.
- deux chansons pour Johnny Hallyday, dont une coécrite avec Serge Lama et intitulée Je suis nu, je suis mort. Alice explique dans un de ses livres que les deux titres, pourtant enregistrés, furent remplacés au dernier moment par deux compositions du nouveau producteur de Johnny.
- Combien faudra-t-il de temps, pour Hervé Vilard.
- Lui, pour Anne-Marie David, gagnante du Concours Eurovision de la chanson.
- Une douzaine de titres dont Le monsieur qui passe, Ma dernière volonté, Le barbier de Belleville, pour Serge Reggiani.
- O seigneur dieu pourquoi m'as-tu abandonnée, Tables séparées, Comme si tu étais là, Fatiguée (inédite), pour Dalida.
- Deux bateaux, Riche, pour Sylvie Vartan.
- C’est de l’eau, c’est du vent, Les ballons et les billes (il existe une première version au texte différent : Si petite et tenir tant de place, sortie à titre posthume), Le musée de ma vie, Un peu d’amour, beaucoup de haine, Merci merci beaucoup, L'anneau dans la rivière et Gens qui pleurent, Gens qui rient, pour Claude François.

Mais sa collaboration la plus fructueuse reste celle avec Serge Lama, avec qui elle compose plus de 50 chansons, pour lui ou d'autres artistes : Star, L’Enfant d’un autre, Chez moi, Tous les Auf Wiedersehen, L'Algérie, Le Dimanche en famille, Du ventre plat au ventre rond, La chanteuse a vingt ans, La Vie lilas, Femme, femme, femme, Un jardin sur la Terre, mais surtout le célèbre Je suis malade.
À partir de 1976, sur les conseils de son mari et de Serge Lama, elle reprend le chemin des studios ; elle enregistre ainsi huit albums, jusqu'en 1986. Elle rencontre le succès avec Chanson hypocalorique, L’Antistar, La Nana 77 et Femme et musique.
Parallèlement, en 1985, elle compose, sur un texte de Claude Lemesle La chanson de la vie, chanson caritative pour l'association CARE France créée par Marie-Claire Noah. La particularité de ce projet est de faire enregistrer cette chanson caritative uniquement à des femmes, chose qui ne s'était jamais encore faite en France à cette époque. Sur le disque, qui sort en format Maxi 45 tours, hormis Alice Dona elle-même, on peut entendre 24 autres chanteuses : Isabelle Aubret, Barbara, Marie-Paule Belle, Bibie, Jane Birkin, Nicole Croisille, Maria D'Apparecida, Claire D'Asta, Dorothée, Julie Pietri, Catherine Lara (au violon), Nathalie Lermitte, Jeane Manson, Isabelle Mayereau, Milva, Marie Myriam, Nicoletta, Vivian Reed, Ginette Reno, Sheila, Stone, Linda De Suza, Michèle Torr et Rika Zaraï. Cette distribution variera quelquefois lors de la promotion télévisée du disque. Ainsi, lors de l'émission Champs-Élysées présentée par Michel Drucker sur Antenne 2 le 15 mars 1986, Barbara et Marie Myriam sont absentes et Dorothée y est remplacée par Marie Dauphin, Jane Birkin par Mylène Farmer, Isabelle Aubret par Marie-Christine Barrault. En 1987, elle compose la musique et écrit les paroles du générique du dessin-animé G.I. Joe : Héros sans frontières.
Elle rencontre durant ces années le pianiste-compositeur pédagogue Michel Sogny et perfectionne son jeu pianistique auprès de lui.
Elle quitte ensuite les studios d'enregistrement, et fonde l’école de variétés « Studios Alice Dona » qui donnera naissance à de nombreux spectacles, de « Génération Brassens » à « Vacances 2001 - Les routes du soleil », entre autres.

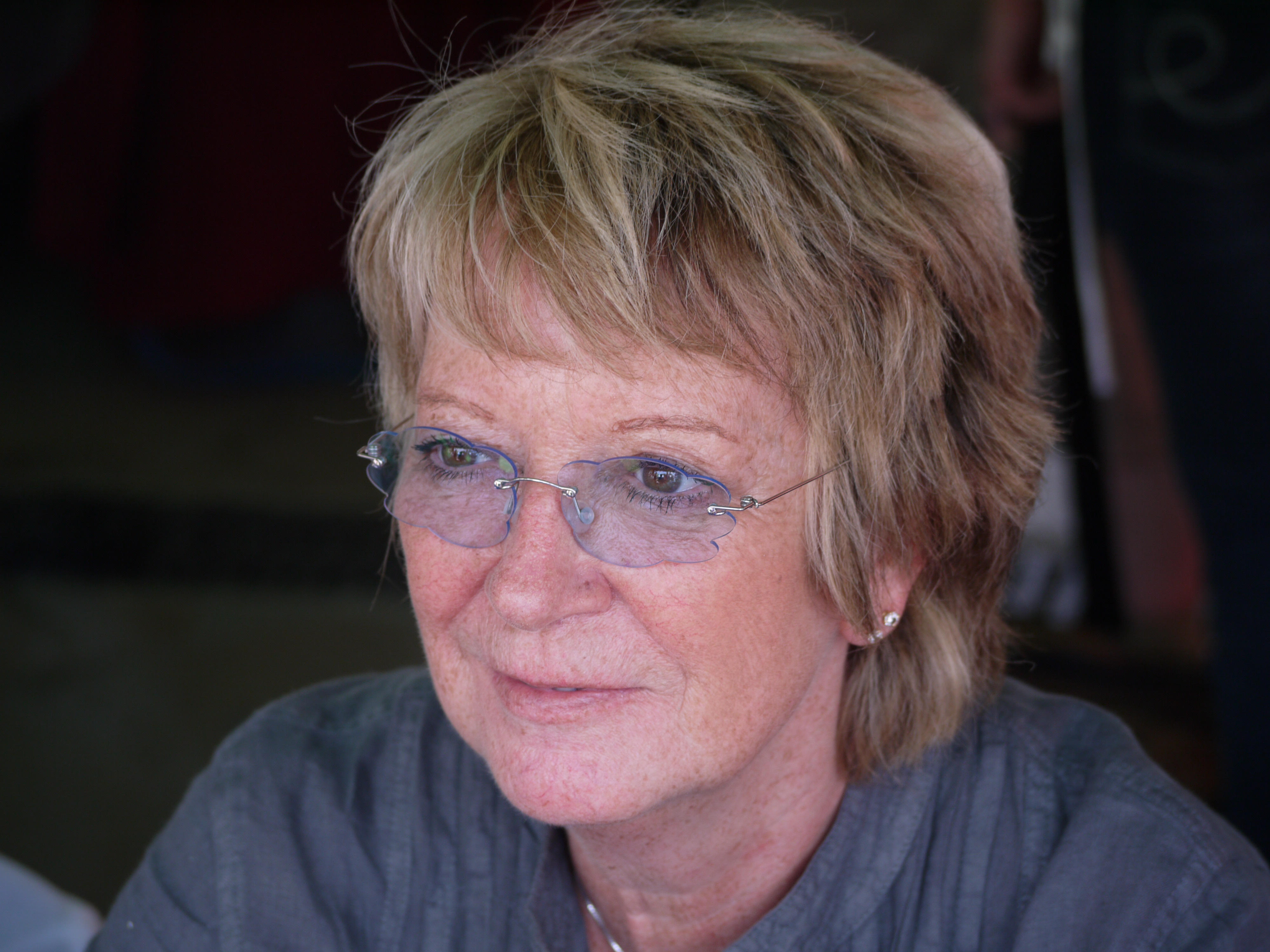
Alice Dona en 2009 au festival de la Comédie du Livre.

Elle revient en 1996, avec plusieurs reprises enregistrées pour les Éditions Atlas dans la collection Les Plus Belles Chansons Françaises. Puis elle sort un nouvel album en 1999 (Couleurs de l’ombre) pour lequel elle fait appel à deux nouveaux auteurs Jacques Roure et Christophe Marie, suivi en 2001 par son Intégrale 63-66 aux éditions Magic Record et par une compilation de 22 titres (dont deux compositions originales), intitulé Femme et musique : ses plus belles chansons. Suivent l'album Merci beaucoup Monsieur Bécaud en 2002 et le live Quarante ans déjà en 2004 où elle revisite ses quarante ans de carrière sur la scène de l'Olympia en compagnie d'invités dont l'incontournable Serge Lama mais aussi Liane Foly, Enrico Macias ou Michel Fugain entre autres.
En 2006, Alice Dona s'essaie au théâtre et donne la réplique à Philippe Chevallier (du duo Chevallier et Laspalès) dans la pièce Ce soir ou jamais de Philippe Hodara et Bruno Chapelle, mise en scène par Francis Perrin.
Elle a été nommée commandeur dans l'ordre des Arts et des Lettres en janvier 2010.
En 2011, elle intègre la tournée Âge tendre, la tournée des idoles pour la première fois, aux côtés de Michel Delpech, Annie Cordy, Demis Roussos, Hervé Vilard et bien d'autres. Lors de cette sixième édition, elle interprète deux de ses œuvres, La chanteuse a 20 ans et Je suis malade. La tournée dure une cinquantaine de dates et se termine début 2012.
Elle renouvelle sa participation à la tournée Âge tendre, la tournée des idoles, pour la septième saison, et pour la seconde fois consécutive. Elle est entourée notamment de Michel Delpech, Richard Anthony, Philippe Lavil, Jeane Manson, Catherine Lara ou encore Francis Lalanne. Sa prestation est plus longue cette année, puisqu'elle commence avec un hommage à Mireille, avec la chanson Chez Mireille, où elle raconte son expérience et chante des extraits de quelques titres de cette dernière, puis elle enchaîne avec la Chanson Hypocalorique, avant de terminer avec un medley de quelques-unes de ses compositions pour Serge Lama (Star, La vie lilas, L'absente, Chez moi, L'Algérie, La chanteuse a 20 ans). Enfin, elle termine avec un extrait, a cappella et sans micro, de Je suis malade. La tournée parcourt toute la France jusqu'en mars 2013.
En 2013, elle sort un nouvel album, Mes petites madeleines, dans lequel elle chante entre autres en duo avec Benabar, Michel Delpech, Serge Lama ou encore Mimie Mathy.

En 2021, paraît chez Marianne Mélodie une anthologie, sous forme de coffret de 6 CD reprenant toutes ses chansons de 1963 à 1987.

### Vie privée
Elle a 2 enfants avec son mari, le producteur Bernard Ricci : Raphaëlle Ricci et Emmanuel.
Elle est la compagne de l'animateur de radio et de télévision Laurent Boyer de 1980 à 2012.
Elle vit à Vaison-la-Romaine.[réf. nécessaire]

## Décorations
- Commandeur de l'ordre des Arts et des Lettres (2010)[7]

## Discographie
- Demain j'ai 17 ans (1964)
- Vivre sous la mer (1970)
- Alice Dona (1976)
- La Nana 77 (1977)
- Du ventre plat au ventre rond (1978)
- De la tendresse (1979)
- Vivre (1981)
- Laissez passer la chanson (1982)
- Simplement (1984)
- Être une femme à 40 ans (1986)
- Couleurs de l'ombre (1999)
- Merci beaucoup M. Bécaud ! (2002)
- Mes petites madeleines (2013)

## Publications
- Alice Dona et Martine Laroche, La Vie à l'envers, Paris, Éditions 13, 1987, 154 p. (ISBN 978-2-9800571-3-7)
- Alice Dona, Cricri, Paris, Éditions Anne Carrière, 2004, 201 p. (ISBN 978-2-84337-290-2)
- Alice Dona, Mamie a eu quinze ans, Paris, Éditions Anne Carrière, 2006, 260 p. (ISBN 978-2-84337-348-0)
- Alice Dona, Chanteuses ou coiffeuses ?, Paris, Éditions Anne Carrière, 2007, 320 p. (ISBN 978-2-84337-449-4)
- Alice Dona, Le Mas des dames, Paris, Éditions Anne Carrière, 2009, 250 p. (ISBN 978-2-84337-489-0)
- Alice Dona, Quelques cerises sur mon gâteau, souvenirs, Paris, Éditions Flammarion, 2011, 293 p. (ISBN 978-2-08-123729-2)